# يسبر دبليو. نيلسن
يسبر دبليو. نيلسن (بالدنماركية: Jesper W. Nielsen)‏ هو مخرج دنماركي، ولد في 15 أغسطس 1962 في الدنمارك في مملكة الدنمارك.

## وصلات خارجية
- يسبر دبليو. نيلسن على موقع IMDb (الإنجليزية)
- يسبر دبليو. نيلسن على موقع ألو سيني (الفرنسية)
- يسبر دبليو. نيلسن على موقع أول موفي (الإنجليزية)
- يسبر دبليو. نيلسن على موقع قاعدة بيانات الأفلام السويدية (السويدية)
- يسبر دبليو. نيلسن على موقع قاعدة بيانات الفيلم (الإنجليزية)
- يسبر دبليو. نيلسن على موقع كينوبويسك (الروسية)